# Orbitolinella
Orbitolinella es un género de foraminífero bentónico de la subfamilia Dictyoconinae, de la familia Orbitolinidae, de la superfamilia Orbitolinoidea, del suborden Orbitolinina y del orden Loftusiida. Su especie tipo es Orbitolinella depressa. Su rango cronoestratigráfico abarca desde el Cenomaniense superior hasta el Turoniense (Cretácico superior).

## Discusión
Clasificaciones previas incluían Orbitolinella en el suborden Textulariina del orden Textulariida o en el orden Lituolida.

## Clasificación
Orbitolinella incluye a la siguiente especie:
- Orbitolinella depressa †